# 수철
수철(秀澈, 817 ~ 893)은 신라 말기의 승려이다. 수철은 시호로 법명은 알 수 없다.
어려서 부모를 여의고 출가하여 연허(緣虛)의 제자가 되었으며, 대덕(大德) 천숭(天崇)에게 불경을 배우고 동원경(東原京) 복천사(福泉寺)에서 윤법(潤法)으로부터 구족계(승려가 지켜야 할 계율)를 받았다. 지리산 실상산문의 개산조(開山祖)인 홍척(洪陟)의 법을 이었으며, 많은 제자들을 길렀다.
867년에 경문왕이 궁궐로 청하여 선(禪)과 교(敎)의 같고 다른 점을 물었으며, 헌강왕도 수철을 존경하여 심원사(深遠寺)에 머무르게 하였다. 그뒤 지리산 실상사에서 후학들을 지도하다가 제자들을 불러 “나는 가려 한다.”라는 말을 마치고, 열반에 들었다. 향년 76세, 법랍은 58세였다. 시호를 추증하여 수철(秀澈)이라 하였고, 탑호(塔號)는 능가보월(楞加寶月)이라 하였다. 대표적인 제자로 수인(粹忍)·의광(義光) 등이 있다.
수철의 탑과 탑비는 실상사에 남아 있으며, 탑은 보물 제33호 남원 실상사 수철화상탑으로, 탑비는 보물 제34호 남원 실상사 수철화상탑비로 지정되어 있다.